# راسوی کوچک

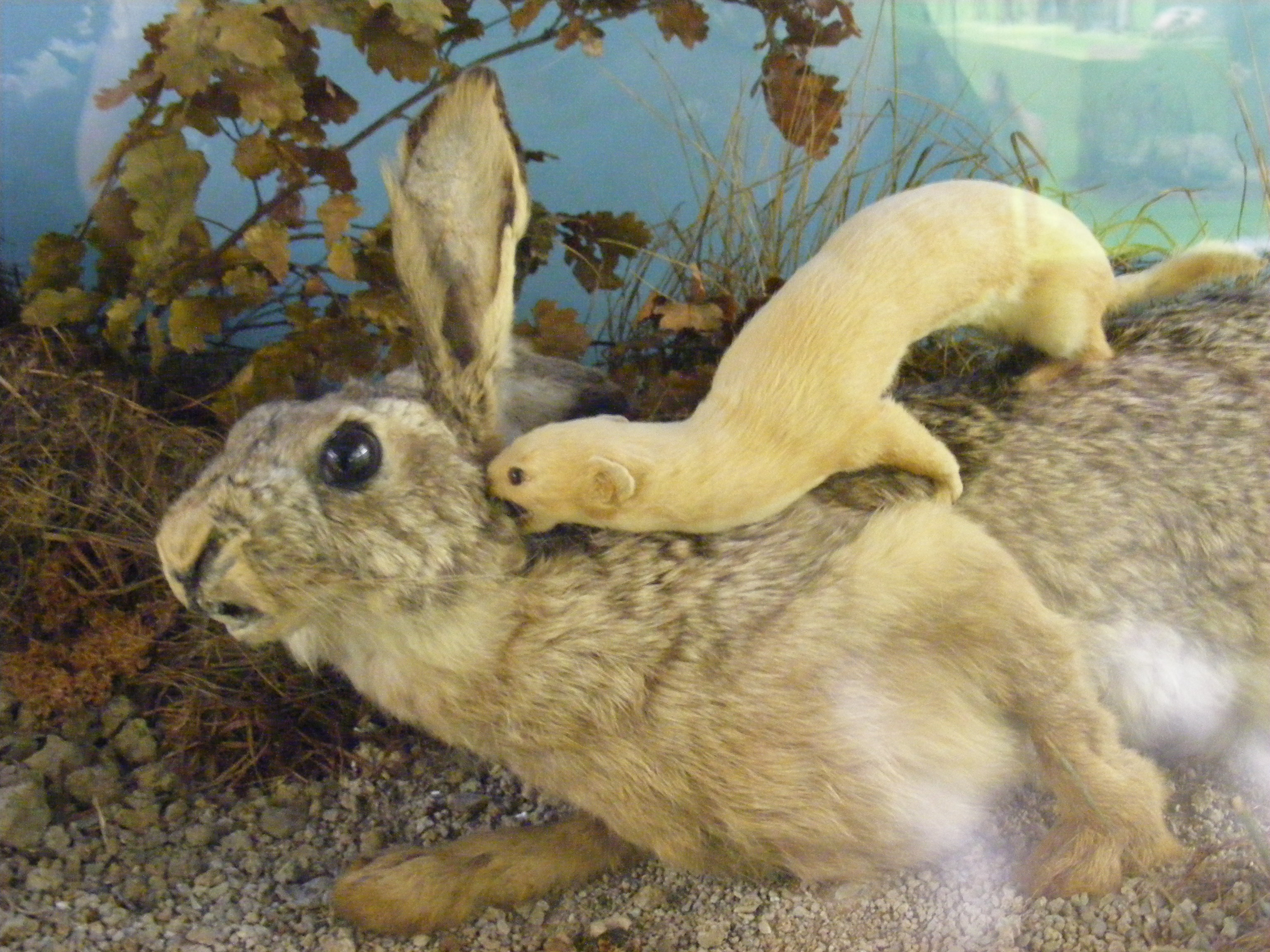
در این تاکسیدرمی شکار خرگوش صحرایی توسط راسوی کوچک نشان داده شده. این حیوان می‌تواند خرگوش‌هایی با پنج تا ده برابر اندازه خودش را شکار کند.

راسوی کوچک (Mustela nivalis) یکی از انواع پستانداران و کوچک‌ترین عضو راسته‌ی گوشتخوارسانان است که بومی اوراسیا، آمریکای شمالی و شمال آفریقا به‌شمار می‌رود و علاوه بر این مناطق در بسیاری از نقاط دیگر دنیا به عنوان گونه‌ای جدید و به شکل غیرطبیعی معرفی شده‌است. تا کنون ۱۸ زیرگونه از این جانور شناسایی شده‌اند که این زیرگونه‌ها بر اساس اقلیم و ویژگی‌های مختلف محیطی دارای تفاوت‌های زیادی هستند. این تفاوت‌ها شامل تفاوت در وزن و اندازه، رنگ، اندازهٔ دم و تفاوت‌های ظاهری در نقاط مختلف بدن خود هستند. در زیرگونه‌های ساکن مناطق مرتفع و نقاط سردسیر، رنگ جانور در زمستان‌ها به‌طور یکدست سفید رنگ در می‌آید.
این راسو به دلیل جثهٔ کوچکش گاهی با موش اشتباه گرفته می‌شود. این حیوان شکارچی است و بیشتر از جوندگان کوچک تغذیه می‌کند اما گاهی شکارهای بسیار بزرگتر از خودش در حد خرگوش و پرندگان را هم می‌گیرد. خزندگان کوچک، قورباغه‌ها و ماهی از دیگر طعمه‌های آن هستند و گاهی برای گرفتن پرندگان یا خوردن تخم آنها به بالای درخت می‌رود. غالباً در میان پوشش گیاهی انبوه یا توده‌های سنگ برای شکار کمین می‌کند و می‌تواند وارد لانه‌های زیرزمینی جوندگان شده و آنها را تعقیب و شکار کند. از آنجا که راسو در نزدیکی مراکز انسانی، مانند روستاها و مزارع هم زندگی می‌کند ممکن است پرندگان اهلی مانند مرغ و خروس را نیز شکار کند. راسوها با گاز گرفتن زیر جمجمه طعمه، آن را می‌کشند. آن ها با جدا کردن جمجمه و گردن مرغ و دیگر طیور،از سر آن ها تغذیه میکنند،که غالبا به دلیل کوتاهی فرصت شکار است. این جانور معمولاً در طول روز فعال است و با این که بیشتر با حس بویایی خود شکار می‌کند، حس بینایی و شنوایی خوبی هم دارد. راسوها در ماه‌های گرم سال جفتگیری می‌کنند. مدت آبستنی حدود ۳۵ روز است و سه تا ۱۰ بچه می‌زایند. تعداد دفعات زایمان دو بار در سال است. بچه‌ها در سه هفتگی چشم باز می‌کنند. تا سه ماهگی وابسته به مادر هستند و در یک سالگی بالغ می‌شوند. در حالت وحشی عمر کمی دارند ولی در اسارت تا ۱۰ سال زندگی می‌کنند.
این جانور در بیشتر قسمت‌های نیمکره شمالی از جمله بخش‌های شمالی و غربی ایران هم حضور دارد. در نقاط مختلف ایران نام‌های متنوعی دارد.

## مشخصات جسمی
اندازه این حیوان در مناطق مختلف دنیا بسیار متغیر است. به‌طور میانگین نرها ۱۳ تا ۲۶ سانتیمتر و ماده‌ها ۱۱٫۴ تا ۲۰٫۴ سانتیمتر طول دارند. طول دم در نرها بین ۱۲ تا ۸۷ و در ماده‌ها ۱۷ تا ۶۰ میلیمتر است. نرها ۳۶ تا ۲۵۰ گرم و ماده‌ها ۲۹ تا ۱۱۷ گرم وزن دارند.
موهای پشت آن به رنگ قهوه‌ای و پایین بدن، سفید است. خط حد فاصل رنگ پشت و پایین بدن کاملاً مشخص است. در فصل زمستان و به خصوص در مناطق کوهستانی، مانند البرز و مناطق سردسیر آذربایجان موهای پشت کم رنگ‌تر و گاهی کاملاً سفید می‌شوند؛ ولی تعدادی موی سیاه در انتهای دم مشاهده می‌شود.